# Gazdasági Minisztérium
A Gazdasági Minisztérium  (rövidítése: GM) a Harmadik Magyar Köztársaság egyik minisztériuma volt. Élén a gazdasági miniszter állt.

## Története
A Munkaügyi Minisztérium 1998. július 8-án szűnt meg; feladatkörét részben a Gazdasági Minisztérium, a szakképzés vonatkozásában pedig az Oktatási Minisztérium vette át. A foglalkoztatási – és bérpolitikai stratégiai feladatok és hatáskörök Gazdasági Minisztériumnak való átadásával a munkaügyi-feladatkör jelentősen szűkült, a Munkaerő-piaci Alap pénzeszközei feletti rendelkezési jogosítványok többszereplőssé, megosztottá váltak. A MüM korábbi feladatköréből "tisztán" a hatósági-jellegű feladatok, a munkavédelem és a munkaügyi ellenőrzés került a Szociális és Családügyi Minisztériumhoz.
A Gazdasági Minisztérium utóda a Gazdasági és Közlekedési Minisztérium lett,  a Magyar Köztársaság minisztériumainak felsorolásáról szóló 2002. évi XI. törvény 1. §-a szerint.

## Épülete
A Kévés György által tervezett nyolcemeletes II. Margit körúti irodaház 1971-ben készült el. Eredetileg a Kohó- és Gépipari Minisztérium, majd 1980-tól az Ipari Minisztérium székháza volt. Az épületet  2014-ben bontották le.
A lebontás okául 2013-ban az akkori kerületi polgármester, Láng Zsolt környezetvédelmi okokat jelölt meg, úgymond " a  Hűvösvölgyből érkező szél a minisztériumi épület hatalmas tömbje miatt nem jut el a Margit körútra, nem tudja átszellőztetni a Duna irányába a körút felgyülemlett szennyezett levegőjét."

## Gazdasági miniszterek
- Chikán Attila (1998. július 8. – 1999. december 31.)
- Matolcsy György (2000. január 1. – 2002. május 27.)